# Friedrich Kuhn
Friedrich „Fritz” Kuhn (ur. 24 października 1919 w Kolonii, zm. 8 stycznia 2005 w Monachium) – niemiecki bobsleista reprezentujący RFN, złoty medalista igrzysk olimpijskich.

## Kariera
Największy sukces w karierze Friedrich Kuhn osiągnął w 1952 roku, kiedy reprezentacja RFN w składzie: Andreas Ostler, Friedrich Kuhn, Lorenz Nieberl i Franz Kemser zdobyła złoty medal w czwórkach na igrzyskach olimpijskich w Oslo. Był to jego jedyny medal wywalczony na międzynarodowej imprezie tej rangi. Na tej samej imprezie był też jedenasty w dwójkach, w których wystąpił w parze z Theo Kittem.